# Juancho Evertsz

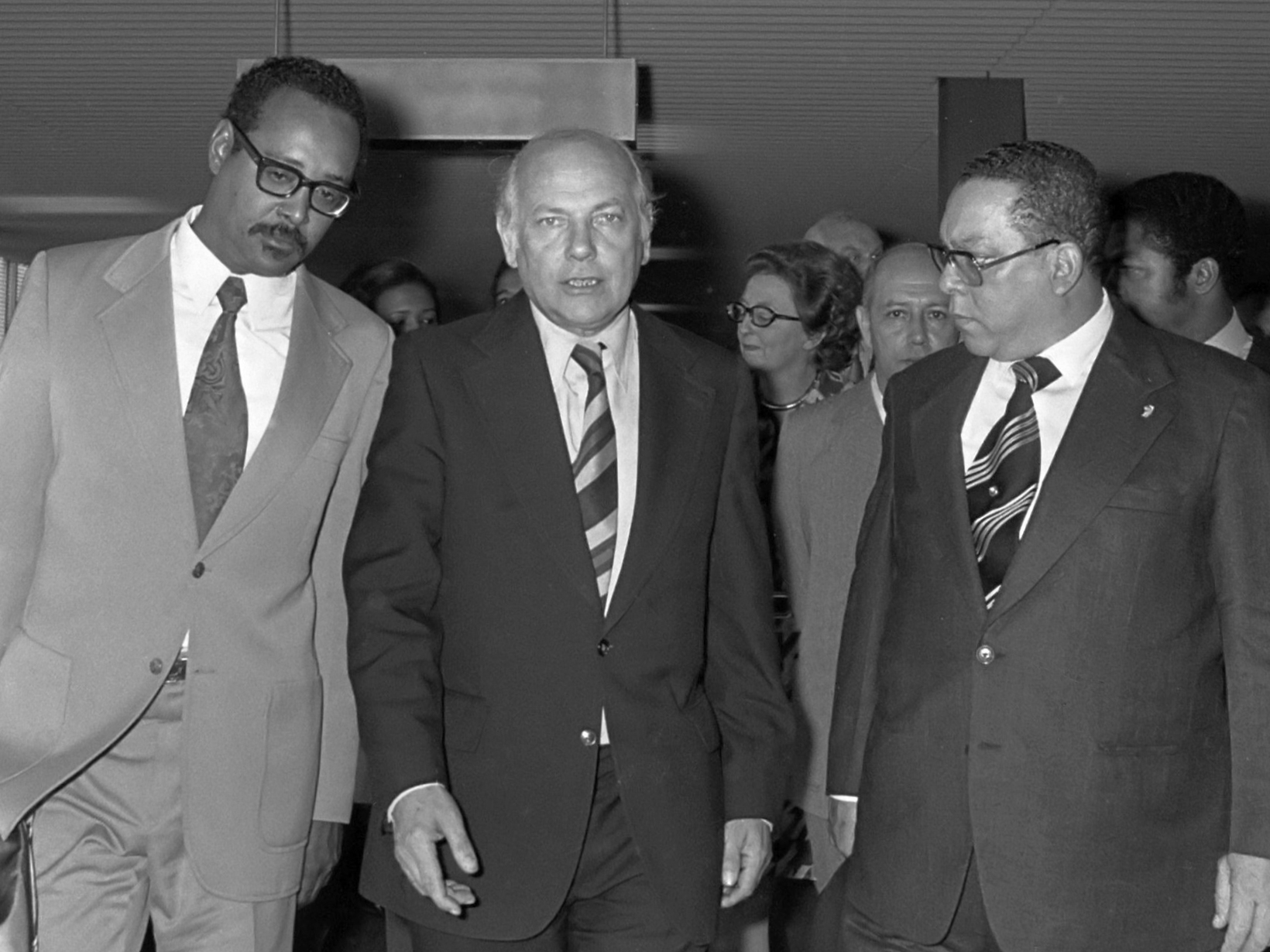
Van links naar rechts, Henck Arron, Joop den Uyl en Juancho Evertsz (1974)

Juan Miguel Gregorio (Juancho) Evertsz (Willemstad, 8 maart 1923 – aldaar, 30 april 2008) was een politicus van de Nederlandse Antillen. Van 1973 tot 1977 was hij premier en leider van de toenmalige Nationale Volkspartij (NVP).
Op het eiland Curaçao haalde hij in 1941 zijn mulo-diploma en zeven jaar later het adjunct-commiesdiploma. Daarna was hij van 1949 tot 1951 secretaris-generaal van de Union Nacional di Trahador di Haf y Union Maritimo Curazolenyo (Nationale Unie van Havenarbeiders en Maritieme Unie Curaçao). Van 1952 tot 1961 was hij lid van de eilandsraad van Curaçao waarbij hij leiding gaf aan de NVP-fractie. Daarnaast was hij in de periode 1955-1960 gedeputeerde van financiën en volkshuisvesting voor Curaçao. Eind 1965 behoorde Juancho Evertsz met onder anderen Edsel (Papy) Jesurun en Richard Pieternella tot de oprichters van Union Reformista Antillano (URA; ook wel geschreven als Union Reformista Antiyano) welke politieke partij later opging in de NVP die daarna enige tijd werd aangeduid als NVP-U. Van 1967 tot 1973 was hij wederom lid van de eilandsraad. Daarnaast werd hij in 1969 gekozen in de Staten van de Nederlandse Antillen. Van december 1973 tot september 1977 was hij premier van de Nederlandse Antillen. In 1979 richtte hij de politieke partij Akshon die zonder succes deelnam aan de statenverkiezingen waarna hij terugkeerde naar zijn oude partij.
Midden jaren zeventig was hij het niet eens met het idee van de Nederlandse premier Joop den Uyl de Nederlandse Antillen spoedig onafhankelijk te maken, dit in navolging van de Surinaamse onafhankelijkheid in 1975. Een bekende uitspraak van hem uit die tijd is "6 min 1 is 0" waarmee hij aangaf te verwachten dat wanneer Aruba zou uittreden dit het einde zou betekenen van de Nederlandse Antillen.
Juancho Evertsz overleed op 85-jarige leeftijd. Zijn vrouw Idith, 2 zonen (Dennis en Kenneth en 1 dochter (Sharline) achterlatend.